# 83ª Squadriglia
La 83ª Squadriglia del Corpo Aeronautico era un reparto di volo italiano costituito nel maggio 1917 e disciolto nel marzo 1919.
La squadriglia, fu operativa durante la prima guerra mondiale.

## Storia

### Prima guerra mondiale
La 83ª Squadriglia Nieuport nasce il 5 maggio 1917 con diverse sezioni separate.
La 1ª Sezione viene costituita per il Corpo di spedizione italiano in Macedonia partendo il 16 maggio da Taranto ed il 1º giugno ha il primo Nieuport 11 a Dudular (vicino a Giannina) comandata dal sottotenente Giovanni Righi che dispone di 2 Sergenti piloti e poi di altri 4 aerei.
L'8 giugno si sposta a Krumian dove è di stanza la 47ª Squadriglia Farman ed il 1º agosto il comando passa al tenente Ernesto Bonavoglia.
A settembre il sergente Giovanni Miracca abbatte un Albatros tedesco ed il 5 ottobre Bonavoglia su SPAD colpisce un tedesco che plana rapidamente su Resen.
Il 10 dicembre la sezione diventa 73ª Squadriglia dopo avere effettuato 189 voli di guerra, sostenendo 15 combattimenti rivendicando 2 vittorie.
La 2ª e 3ª Sezione della 83ª nascono al Centro Formazione Squadriglie del Campo di aviazione di Arcade ed inviate in maggio rispettivamente a San Pietro in Campo e Cavazzo Carnico.
La 2ª Sezione è comandata dal tenente Vittorio Bonomi ed altri 2 piloti tra cui il sergente Arturo Dell'Oro con 4 Nieuport 11 "Bebè" per il XII Gruppo.
La 3ª Sezione arriva il 16 maggio comandata dal tenente Pietro Danieli ed un altro pilota prima di passare al comando del tenente Vincenzo Arone per il VI Gruppo.
Il 1º settembre Dell'Oro abbatte un aereo nemico scagliandocisi contro e dopo la battaglia di Caporetto sposta 3 aerei a Feltre, il reparto passa al comando di Bonomi ed i 2 aerei di Belluno vanno a Casoni di Mussolente.
Il 6 novembre il sergente Albino Giannotti rivendica una vittoria e l'11 novembre la 2ª e la 3ª Sezione si spostano a Marcon entrando nel XIII Gruppo con 6 piloti.
Il 5 dicembre il sottotenente Francesco Carabelli colpisce un Drachen e contribuisce all'abbattimento di un aereo con Ernesto Cabruna e l'aspirante Amleto Degli Esposti della 77ª Squadriglia aeroplani.
L'8 dicembre Giannotti abbatte un Drachen a Grisolera su Nieuport 11 ed al 15 dicembre ci sono 8 piloti.
Il 28 dicembre arrivano i primi Nieuport 27 ed nel gennaio 1918 arriva il capitano Giulio Moroni che prende il comando.
Nel mese di marzo ci sono 6 piloti tra cui i tenenti Rino Corso Fougier ed Enrico Gadda (fratello dello scrittore Carlo Emilio Gadda), 8 Ni 27 ed un Ni 17 ed il 18 marzo si sposta con la 1ª sezione al Campo di aviazione di San Pietro in Gu con Fougier e Gadda nel VII Gruppo) e la 2ª a Castenedolo nel IX Gruppo.
La 2ª dispone di 9 Ni-27 e 9 piloti ed il 22 marzo Fougier comanda la squadriglia.
Il 23 aprile, mentre tornava da una missione di scorta di un Ansaldo S.V.A., Gadda perse la vita in un incidente avvenuto in fase di atterraggio mentre pilotava un velivolo Ni.27 (matricola 5889).
Alla metà di maggio la 1ª sezione aveva 16 piloti ed il 23 maggio il sottotenente Giovanni Menegoni, il sergente Adamo Bortolini ed il caporalmaggiore Augusto Donadio attaccano 6 aerei e Donadio colpisce un ricognitore Phönix C.I che si abbassa sulla Val Seren.
La 2ª sezione disponeva di 17 piloti ed il 20 maggio forma la 74ª Squadriglia.
Nell'ambito della battaglia del solstizio il 16 giugno il maresciallo Giulio Martinotti ed il sergente Alessandro Aprà sostengono un combattimento ed Aprà abbatte un nemico a Riva Grassa di Segusino.
Il 18 giugno il caporale Sabatino Lemmi su Hanriot HD.1 viene colpito durante un mitragliamento fra Spresiano e Treviso e fa un atterraggio di emergenza.
Il 22 giugno il sergente Giuseppe Magnetti, con Francesco Rossi e Donadio, abbatte un aereo a Villa Premuda vicino a Zenson di Piave.
In estate il reparto ha in linea gli Ni-27 e gli Hanriot ed arriva anche il soldato pilota Romeo Sartori (futuro collaudatore per la Macchi).
L'11 agosto Rossi ed il soldato Umberto Galassi rivendicano una vittoria in Val d'Assa ed il 21 agosto il sottotenente Giovanni Menegoni, Aprà e Galassi abbattono un biplano.
Il 14 settembre Fougier, Bortolini, Sartori ed il tenente Enrico Rizzi abbattono un caccia Albatros su Arsiè ed il 16 settembre Fougier rivendica un biposto in Val di Nos di Gallio (Italia).
Il 4 ottobre il reparto si sposta a Poianella di Bressanvido entrando nel XXIV Gruppo, il 22 ottobre il sergente Tommaso Masala e Donadio abbattono un aereo a Bocchetta di Po ed il 28 ottobre Masala, Bortolini e Sartori fanno cadere un aereo sul Monte Verena.
Alla fine della guerra passa sotto l'Aeronautica della 6ª Armata con 14 Nieuport avendo svolto nel 1918 2.500 voli di guerra.
Nel febbraio 1919 la squadriglia passa al VII Gruppo con 3 Nieuport e 14 Hanriot ed il 25 marzo viene sciolta.

### Regia Aeronautica
La Squadriglia al 1º Giugno 1931 era all’Aeroporto di Bresso nel ricostituito 18º Gruppo caccia Intercettori nella sede del 3º Stormo equipaggiata con il Fiat C.R.20 “Asso”. Poi transita sul Fiat C.R.32.

### Seconda guerra mondiale
Al 10 giugno 1940 era nel 18º Gruppo caccia con nove Fiat C.R.42 all'Aeroporto di Novi Ligure/Aeroporto di Albenga nel 3º Stormo Caccia Terrestre.
Al 22 ottobre successivo era a Maldegem nel Corpo Aereo Italiano fino al 10 gennaio 1941.
All'8 settembre 1943 era all'aeroporto di Furbara con due Macchi C.205V e due C.202 nel XVIII Gruppo del 3º Stormo Caccia Terrestre.

### Annotazioni
1. ↑  Secondo alcuni rapporti l'incidente avvenne a causa di una errata manovra del pilota, mentre secondo altri era da attribuirsi ad un malore.

### Fonti
1. 1 2 3 4 5 6 7 8 9 10 11 12 13 14 15 16 17 18 19 20 21 22  Gentilli, Varriale 1999, pp. 282-284.